# ローラのF3000車両
ローラのF3000車両 (Lola F3000 cars) は、イギリスのコンストラクターメーカー・ローラが開発したフォーミュラカー（F3000）の一覧である。

## ローラ・T950
ローラ・T950 (Lola T950) は、1985年の国際F3000選手権で使用された。

## ローラ・T86/50
ローラ・T86/50 (Lola T86/50) は、1986年の国際F3000選手権で使用された。

## ローラ・T87/50
ローラ・T87/50 (Lola T87/50) は、1987年の国際F3000選手権と全日本F3000選手権で使用された。

## ローラ・T88/50
ローラ・T88/50 (Lola T88/50) は、1988年の国際F3000選手権と全日本F3000選手権で使用された。

## ローラ・T89/50
ローラ・T89/50 (Lola T89/50) は、1989年の国際F3000選手権と全日本F3000選手権で使用された。その後1994年から1995年までインターセリエで使用され、スポーツカー仕様に改造された。

## ローラ・T90/50
ローラ・T90/50 (Lola T90/50) は、1990年の国際F3000選手権と全日本F3000選手権で使用された。

## ローラ・T91/50
ローラ・T91/50 (Lola T91/50) は、1991年の国際F3000選手権と全日本F3000選手権で使用された。

## ローラ・T92/50
ローラ・T92/50 (Lola T92/50) は、1992年の国際F3000選手権と全日本F3000選手権で使用された。その後インターセリエで使用され、スポーツカー仕様に改造された。

## ローラ・T93/50
ローラ・T93/50 (Lola T93/50) は、1993年の全日本F3000選手権、1994年のイギリスF2選手権で使用された。

## ローラ・T94/50
ローラ・T94/50 (Lola T94/50) は、1994年の国際F3000選手権と全日本F3000選手権で使用された。

## ローラ・T95/50
ローラ・T95/50 (Lola T95/50) は、1995年の国際F3000選手権と全日本F3000選手権で使用された。

## ローラ・T96/50
ローラ・T96/50 (Lola T96/50) は、1996年から1998年まで国際F3000選手権 (1999年にはイタリアF3000選手権) で使用された。フォーミュラ・ニッポンではローラ・T96/51およびローラ・T96/52と呼ばれるシャシーで1998年まで使用され、無限・MF308を搭載していた。

### スペック
- エンジン：コスワース DFY / ザイテック-ジャッド KV F3000 3.0 L (183 cu in) DOHC V8[18]
- 最大出力：450–460 hp (336–343 kW) @ 9,000 rpm
- トルク出力：276–290 lb⋅ft (374–393 N⋅m) @ 6,900 rpm
- 圧縮比：13.6:1
- ボア：88–89 mm (3.5–3.5 in)
- ストローク：60.2–61.5 mm (2.4–2.4 in)
- エンジン重量：120 kg (265 lb)
- ギアボックス：5速シーケンシャルマニュアルギアボックス + 後進1速
- 重量：540 kg (1,190 lb) (ドライバー込み)
- 燃料：無鉛ガソリン
- 燃料供給：ザイテック製電子間接燃料噴射
- 吸気方式：自然吸気
- フロントトレッド：1,708 mm (67 in)
- リアトレッド：1,594 mm (63 in)
- ホイールベース：2,819 mm (111 in)
- 全長：4,405 mm (173 in)
- ステアリング：非アシストラックラック&ピニオン